# Plesionika carinirostris
Plesionika carinirostris is een garnalensoort uit de familie van de Pandalidae. De wetenschappelijke naam van de soort is voor het eerst geldig gepubliceerd in 1990 door Hendrickx.